# Campionati mondiali di pugilato dilettanti 2013
La diciassettesima edizione dei Campionati mondiali di pugilato dilettanti (AIBA World Boxing Championships) si è svolta ad Almaty, in Kazakistan, dal 14 al 26 ottobre 2013.

## Medagliere
| Pos.   | Paese       | Oro | Argento | Bronzo | Totale |
| ------ | ----------- | --- | ------- | ------ | ------ |
| 1      | Kazakistan  | 4   | 2       | 2      | 8      |
| 2      | Cuba        | 2   | 2       | 1      | 5      |
| 3      | Azerbaigian | 2   | 0       | 1      | 3      |
| 4      | Russia      | 1   | 2       | 1      | 4      |
| 5      | Italia      | 1   | 0       | 2      | 3      |
| 6      | Brasile     | 0   | 1       | 1      | 2      |
| 6      | Irlanda     | 0   | 1       | 1      | 2      |
| 6      | Uzbekistan  | 0   | 1       | 1      | 2      |
| 9      | Algeria     | 0   | 1       | 0      | 1      |
| 10     | Germania    | 0   | 0       | 2      | 2      |
| 11     | Argentina   | 0   | 0       | 1      | 1      |
| 11     | Costa Rica  | 0   | 0       | 1      | 1      |
| 11     | Galles      | 0   | 0       | 1      | 1      |
| 11     | Inghilterra | 0   | 0       | 1      | 1      |
| 11     | Mongolia    | 0   | 0       | 1      | 1      |
| 11     | Thailandia  | 0   | 0       | 1      | 1      |
| 11     | Ucraina     | 0   | 0       | 1      | 1      |
| 11     | Venezuela   | 0   | 0       | 1      | 1      |
| Totale | Totale      | 10  | 10      | 20     | 40     |

## Podi
| Categoria                                  | Oro                   | Argento              | Bronzo                                   |
| Pesi minimosca (kg 49) (dettagli)          | Birjan Jaqıpov        | Mohamed Flissi       | Yosvany Veitía David Jiménez             |
| Pesi mosca (kg 52) (dettagli)              | Michail Alojan        | Jasurbek Latipov     | Andrew Selby Chatchai Butdee             |
| Pesi gallo (kg 56) (dettagli)              | Cavid Çələbiyev       | Vladimir Nikitin     | Mykola Bucenko Qayrat Eralïev            |
| Pesi leggeri (kg 60) (dettagli)            | Lázaro Álvarez        | Robson Conceição     | Domenico Valentino Berik Äbdiraxmanov    |
| Pesi superleggeri (kg 64) (dettagli)       | Merey Aqşalov         | Yasniel Toledo       | Éverton Lopes Uranchimegiin Mönkh-Erdene |
| Pesi welter (kg 69) (dettagli)             | Danïyar Eleusinov     | Arisnoidys Despaigne | Arajik Marutjan Gabriel Maestre          |
| Pesi medi (kg 75) (dettagli)               | Jänibek Älimxanulı    | Jason Quigley        | Antony Fowler Artëm Čebotarev            |
| Pesi mediomassimi (kg 81) (dettagli)       | Julio César la Cruz   | Ädilbek Nïyazımbetov | Oybek Mamazulunov Joe Ward               |
| Pesi massimi (kg 91) (dettagli)            | Clemente Russo        | Evgenij Tiščenko     | Teymur Məmmədov Yamil Peralta            |
| Pesi supermassimi (oltre kg 91) (dettagli) | Magomedrasul Medžidov | Ivan Dyčko           | Roberto Cammarelle Erik Pfeifer          |